# Madonna Connestabile
La Madonna Connestabile —coneguda també com La Verge i el Nen— és una petita (i probablement inacabada) pintura de l'artista renaixentista italià Raffaello Sanzio, que data de 1502-1503. Va ser executada a l'oli sobre taula, i transferida després a llenç, amb unes dimensions de 17,5 centímetres d'alçada i 18 cm d'amplada. Es conserva en l'Ermitage de Sant Petersburg, Rússia.
És molt probable que sigui l'última obra pintada per Raffaelo a Úmbria abans de traslladar-se a Florència, comprovant-se en ella la influència de Perugino. La taula sobre la qual es va pintar era quadrangular, i en les cantonades hi havia uns motius decoratius.
El seu nom ve de la família Connestabile de Perusa, de qui la va adquirir el tsar Alexandre II de Rússia en 1871. El tsar la va regalar al seu consort, Maria Aleksandrovna. Des de llavors, la pintura es conserva en l'Ermitage de Sant Petersburg. En 1881 el suport va ser transferit a llenç, pel mal estat de l'obra.
La pintura representa a la Mare de Déu cuidant del Nen Jesús mentre llegeix un llibre; el Nen juga amb el llom del llibre. El mantell de la Verge és blau, el seu color tradicional; a sota porta un vestit de color carmí amb una llaçada brodada com a adorn del Cosset. Raffaello dibuixa a la Verge amb un rostre serè i al mateix temps meditatiu, amb els ulls baixos. Quan es va passar de taula a llenç, es va descobrir que en la versió original la Verge contemplava una magrana (símbol de la Passió) en lloc del llibre.
En el fons es representa un estrany paisatge amb muntanyes cobertes de neu. El paisatge intermedi, en canvi, és primaveral, sense detalls, la qual cosa transmet la idea d'innocència.